# Лоховка (Тверская область)
Лоховка — деревня в Торопецком районе Тверской области. Входит в состав Реча́нского сельского поселения.

## География
Деревня расположена на западном берегу озера Грядецкое (бассейн Торопы) в юго-восточной части района.
Расстояния (по автодорогам):
- До районного центра, города Торопец — 25 км.
- До центра сельского поселения, деревни Речане — 17 км.

Климат
Деревня, как и весь район, относится к умеренному поясу северного полушария и находится в области переходного климата от океанического к материковому. Лето с температурным режимом +15…+20 °С (днём +20…+25 °С), зима умеренно-морозная −10…−15 °С; при вторжении арктических воздушных масс до −30…-40 °С.
Среднегодовая скорость ветра 3,5—4,2 метра в секунду.

## История
Деревня впервые упоминается на топографической карте Фёдора Шуберта 1867 — 1901 годов. Имела 2 двора.
В списке населённых мест Псковской губернии за 1885 год значится деревня Лохова Лука. Входила в состав Понизовской волости Торопецкого уезда. Имела 3 двора и 19 жителей.
На карте РККА 1923—1941 годов обозначена деревня Лоховка. Имела 20 дворов.
До 2005 года деревня входила в состав ныне упраздненного Грядецкого сельского округа.

## Население
| 2010 |
| ---- |
| 1    |

В 2002 году население деревни составляло 4 человека.
Национальный состав
Согласно результатам переписи 2002 года, в национальной структуре населения русские составляли 100 % от жителей.